# Miroslaw Wassilew
Miroslaw Wassilew (bulgarisch Мирослав Василев; * 19. Januar 2000 in Sofia) ist ein bulgarischer Eishockeyspieler, der seit 2023 bei NSA Sofia in der bulgarischen Eishockeyliga unter Vertrag steht.

## Karriere
Miroslaw Wassilew begann seine Karriere als Eishockeyspieler beim HK Slawia Sofia in seiner Geburtsstadt, mit dessen U16-Mannschaft er 2013 den bulgarischen Meistertitel errang. 2014 wechselte er nach Tschechien, wo er für verschiedene Klubs in den Nachwuchsligen aktiv war. Am längsten spielte er dabei für den BK Mladá Boleslav, für den er auch um den DHL-Cup, die tschechische U20-Meisterschaft, spielte. Er kam aber auch auf Leihbasis bei NED Hockey Nymburg und beim BK Nová Paka in der 2. česká hokejová liga, der dritthöchsten tschechischen Spielklasse, zu einigen Einsätzen. Nach sechs Jahren in Tschechien zog es ihn 2020 nach Deutschland, wo er zunächst beim 1. CfR Pforzheim in der Regionalliga Süd-West spielt. Ende Januar 2023 wechselte er zu den Eisbären Heilbronn. Zur folgenden Saison kehrte er in seine Geburtsstadt zurück und spielt seither für NSA Sofia in der bulgarischen Eishockeyliga.

### International
Im Juniorenbereich spielte Wassilew für Bulgarien in der Division III der U18-Weltmeisterschaften 2016, 2017, als er zum besten Spieler seiner Mannschaft gewählt wurde, und 2018 sowie der U20-Weltmeisterschaften 2016, als er zweitbester Vorlagengeber nach dem Israeli Roey Aharonovich war, 2017, als er zum besten Spieler seines Teams gekürt wurde, 2018, 2019 und 2020.
Mit der bulgarischen Herren-Nationalmannschaft nahm Wassilew an den Weltmeisterschaften der Division III 2017, 2018 und 2019, als er als Topscorer und mit (jeweils gemeinsam mit seinem Landsmann Iwan Chodulow) den meisten Vorlagen und der besten Plus/Minus-Bilanz auch zum besten Stürmer des Turniers gewählt wurde, teil. Nach dem Aufstieg 2019 spielte er bei den Weltmeisterschaften 2022, 2023 und 2024 in der Division II. Zudem vertrat er seine Farben bei der Olympiaqualifikation für die Winterspiele in Peking 2022.

## Erfolge und Auszeichnungen
- 2013 Bulgarischer U16-Meister mit dem HK Slawia Sofia
- 2019 Aufstieg in die Division II, Gruppe B, bei der Weltmeisterschaft der Division III
- 2019 Bester Stürmer, Topscorer, Torschützenkönig und beste Plus/Minus-Bilanz bei der Weltmeisterschaft der Division III